# Anglars-Juillac
Pour les articles homonymes, voir Anglars (homonymie) et Juillac.
Anglars-Juillac est une commune française située dans le sud-ouest du département du Lot, en région Occitanie.
Elle est également dans le Quercy Blanc, une région naturelle correspondant à la partie méridionale du Quercy, devant son nom à ses calcaires lacustres du Tertiaire.
Exposée à un climat océanique altéré, elle est drainée par le Lot, le Vert et par un autre cours d'eau. La commune possède un patrimoine naturel remarquable composé d'une zone naturelle d'intérêt écologique, faunistique et floristique.
Anglars-Juillac est une commune rurale qui compte 334 habitants en 2022. Elle est dans l'agglomération de Prayssac. Ses habitants sont appelés les Anglacois ou  Anglacoises.

## Géographie
Commune située dans le Quercy. Ne pas la confondre avec une autre commune du Lot, Anglars. Elle fait partie de l'unité urbaine de Prayssac.

### Communes limitrophes
Les communes limitrophes sont  Albas, Bélaye, Castelfranc et Prayssac.
|          | Castelfranc     |       |
| Prayssac | Anglars-Juillac | Albas |
|          | Bélaye          |       |

### Climat
Pour des articles plus généraux, voir Climat de l'Occitanie et Climat du Lot.
En 2010, le climat de la commune est de type climat océanique altéré, selon une étude s'appuyant sur une série de données couvrant la période 1971-2000. En 2020, Météo-France publie une typologie des climats de la France métropolitaine dans laquelle la commune est exposée à un climat océanique altéré et est dans la région climatique Aquitaine, Gascogne, caractérisée par une pluviométrie abondante au printemps, modérée en automne, un faible ensoleillement au printemps, un été chaud (19,5 °C), des vents faibles, des brouillards fréquents en automne et en hiver et des orages fréquents en été (15 à 20 jours).
Pour la période 1971-2000, la température annuelle moyenne est de 13,2 °C, avec une amplitude thermique annuelle de 15,6 °C. Le cumul annuel moyen de précipitations est de 855 mm, avec 11 jours de précipitations en janvier et 6,5 jours en juillet. Pour la période 1991-2020, la température moyenne annuelle observée sur la station météorologique installée sur la commune est de 13,5 °C et le cumul annuel moyen de précipitations est de 822,6 mm,. Pour l'avenir, les paramètres climatiques de la commune estimés pour 2050 selon différents scénarios d’émission de gaz à effet de serre sont consultables sur un site dédié publié par Météo-France en novembre 2022.
| Mois                                  | jan.          | fév.         | mars           | avril         | mai           | juin          | jui.        | août          | sep.          | oct.          | nov.            | déc.           | année     |
| ------------------------------------- | ------------- | ------------ | -------------- | ------------- | ------------- | ------------- | ----------- | ------------- | ------------- | ------------- | --------------- | -------------- | --------- |
| Température minimale moyenne (°C)     | 2             | 1,5          | 3,8            | 6,2           | 9,8           | 13,1          | 14,7        | 14,5          | 11,2          | 9             | 4,9             | 2,4            | 7,8       |
| Température moyenne (°C)              | 6             | 6,7          | 9,8            | 12,4          | 16,1          | 19,6          | 21,5        | 21,5          | 18,1          | 14,6          | 9,4             | 6,5            | 13,5      |
| Température maximale moyenne (°C)     | 10            | 11,8         | 15,9           | 18,6          | 22,4          | 26            | 28,4        | 28,6          | 24,9          | 20,2          | 13,9            | 10,6           | 19,3      |
| Record de froid (°C) date du record   | −11 13.01.03  | −15 06.02.12 | −12,2 01.03.05 | −4,5 03.04.22 | −1,5 06.05.19 | 2,7 01.06.06  | 6 15.07.16  | 5 31.08.10    | 0,9 25.09.02  | −3,9 25.10.03 | −9,4 22.11.1998 | −11,9 17.12.01 | −15 2012  |
| Record de chaleur (°C) date du record | 19 05.01.1999 | 26 27.02.19  | 27,6 29.03.23  | 30,7 30.04.05 | 34 22.05.22   | 41,5 27.06.19 | 42 30.07.20 | 42,1 24.08.23 | 37,5 12.09.16 | 35,6 01.10.23 | 26 06.11.15     | 20 08.12.10    | 42,1 2023 |
| Précipitations (mm)                   | 75,8          | 59,3         | 62,2           | 78,3          | 77            | 67,3          | 55,3        | 56,7          | 66,3          | 67,5          | 79,5            | 77,4           | 822,6     |

### Milieux naturels et biodiversité

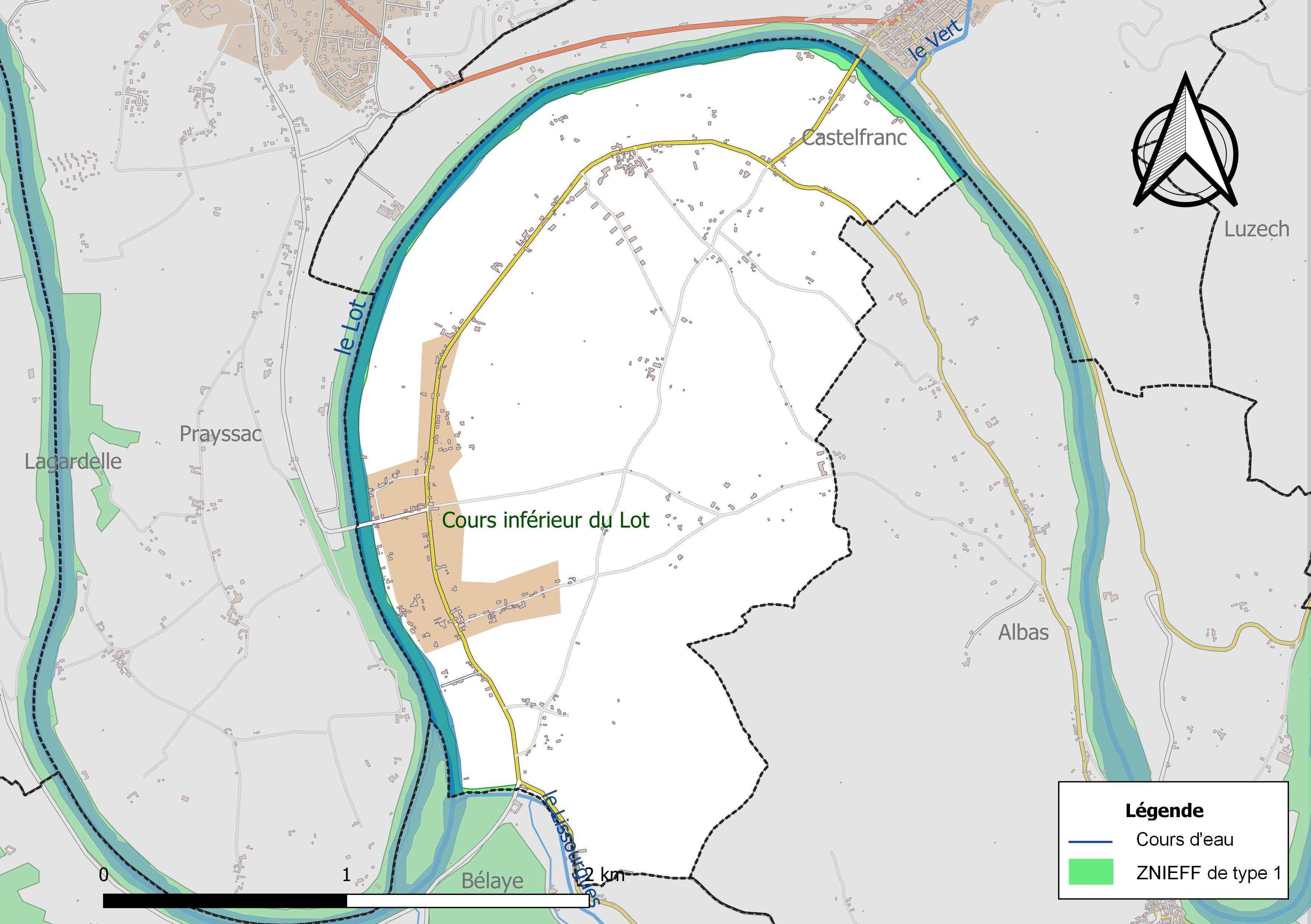
Carte de la ZNIEFF de type 1 localisée sur la commune.

L’inventaire des zones naturelles d'intérêt écologique, faunistique et floristique (ZNIEFF) a pour objectif de réaliser une couverture des zones les plus intéressantes sur le plan écologique, essentiellement dans la perspective d’améliorer la connaissance du patrimoine naturel national et de fournir aux différents décideurs un outil d’aide à la prise en compte de l’environnement dans l’aménagement du territoire.
Une ZNIEFF de type 1 est recensée sur la commune :
le « cours inférieur du Lot » (1 209 ha), couvrant 25 communes dont 23 dans le Lot et deux dans le Lot-et-Garonne.

## Urbanisme

### Typologie
Au 1er janvier 2024, Anglars-Juillac est catégorisée commune rurale à habitat dispersé, selon la nouvelle grille communale de densité à sept niveaux définie par l'Insee en 2022.
Elle appartient à l'unité urbaine de Prayssac, une agglomération intra-départementale regroupant quatre  communes, dont elle est une commune de la banlieue,,. La commune est en outre hors attraction des villes,.

### Occupation des sols
L'occupation des sols de la commune, telle qu'elle ressort de la base de données européenne d’occupation biophysique des sols Corine Land Cover (CLC), est marquée par l'importance des territoires agricoles (69,1 % en 2018), une proportion identique à celle de 1990 (69,1 %). La répartition détaillée en 2018 est la suivante : 
cultures permanentes (54 %), zones agricoles hétérogènes (15 %), forêts (9,5 %), milieux à végétation arbustive et/ou herbacée (7,8 %), zones urbanisées (6,9 %), eaux continentales (6,7 %). L'évolution de l’occupation des sols de la commune et de ses infrastructures peut être observée sur les différentes représentations cartographiques du territoire : la carte de Cassini (XVIIIe siècle), la carte d'état-major (1820-1866) et les cartes ou photos aériennes de l'IGN pour la période actuelle (1950 à aujourd'hui).

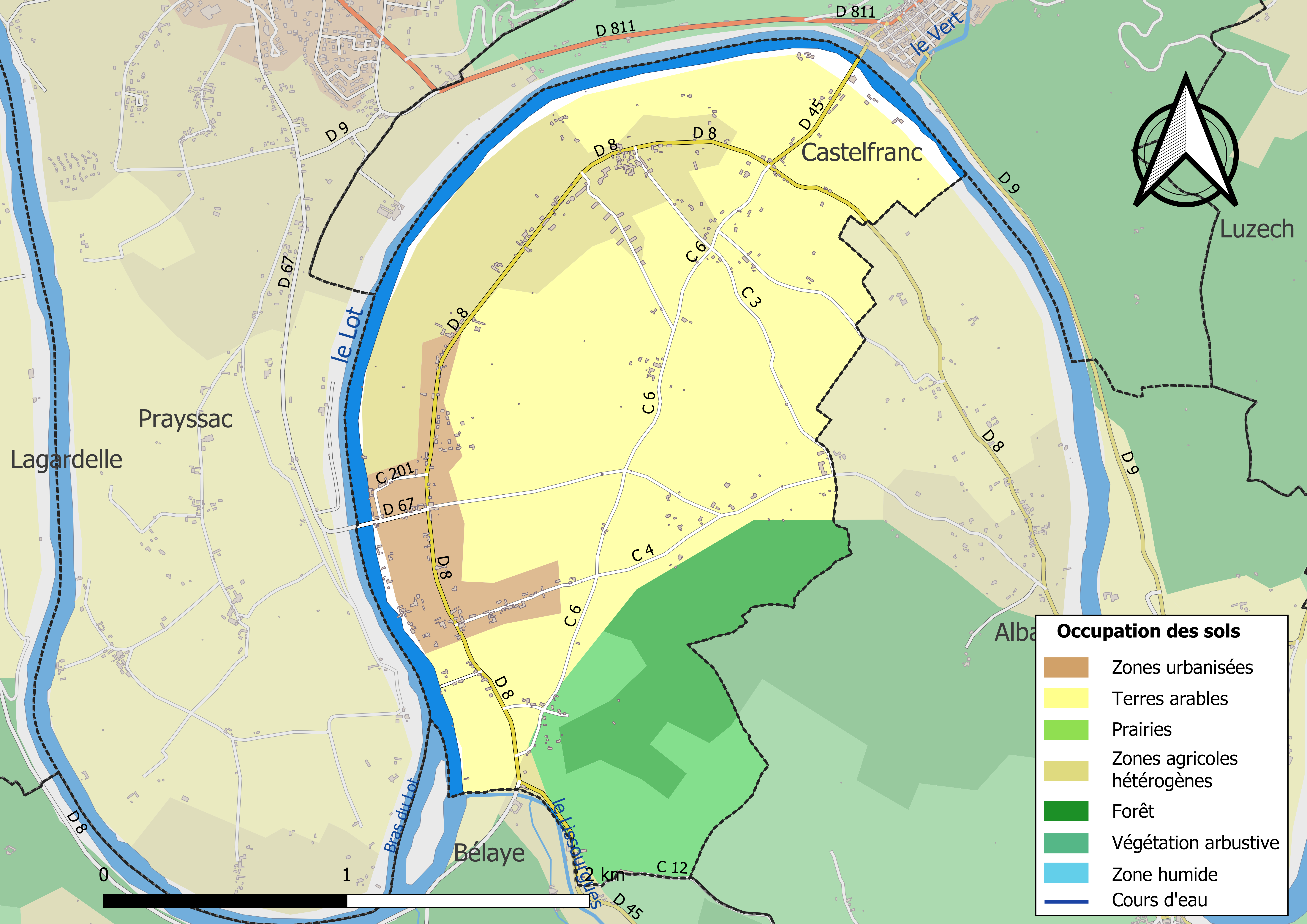
Carte des infrastructures et de l'occupation des sols de la commune en 2018 (CLC).

### Risques majeurs
Le territoire de la commune d'Anglars-Juillac est vulnérable à différents aléas naturels : météorologiques (tempête, orage, neige, grand froid, canicule ou sécheresse), inondations, feux de forêts, mouvements de terrains et séisme (sismicité très faible). Il est également exposé à un risque technologique, la rupture d'un barrage. Un site publié par le BRGM permet d'évaluer simplement et rapidement les risques d'un bien localisé soit par son adresse soit par le numéro de sa parcelle.

#### Risques naturels
Certaines parties du territoire communal sont susceptibles d’être affectées par le risque d’inondation par débordement de cours d'eau, notamment le Lot et le Vert. La cartographie des zones inondables en ex-Midi-Pyrénées réalisée dans le cadre du XIe Contrat de plan État-région, visant à informer les citoyens et les décideurs sur le risque d’inondation, est accessible sur le site de la DREAL Occitanie. La commune a été reconnue en état de catastrophe naturelle au titre des dommages causés par les inondations et coulées de boue survenues en 1982, 1992, 1995, 1999 et 2003,.
Anglars-Juillac est exposée au risque de feu de forêt. Un plan départemental de protection des forêts contre les incendies a été approuvé par arrêté préfectoral le 30 novembre 2015 pour la période 2015-2025. Les propriétaires doivent ainsi couper les broussailles, les arbustes et les branches basses sur une profondeur de 50 mètres, aux abords des constructions, chantiers, travaux et installations de toute nature, situées à moins de 200 mètres de terrains en nature
de bois, forêts, plantations, reboisements, landes ou friches. Le brûlage des déchets issus de l’entretien des parcs et jardins des ménages et des collectivités est interdit. L’écobuage est également interdit, ainsi que les feux de type méchouis et barbecues, à l’exception de ceux prévus dans des installations fixes (non situées sous couvert d'arbres) constituant une dépendance d'habitation.

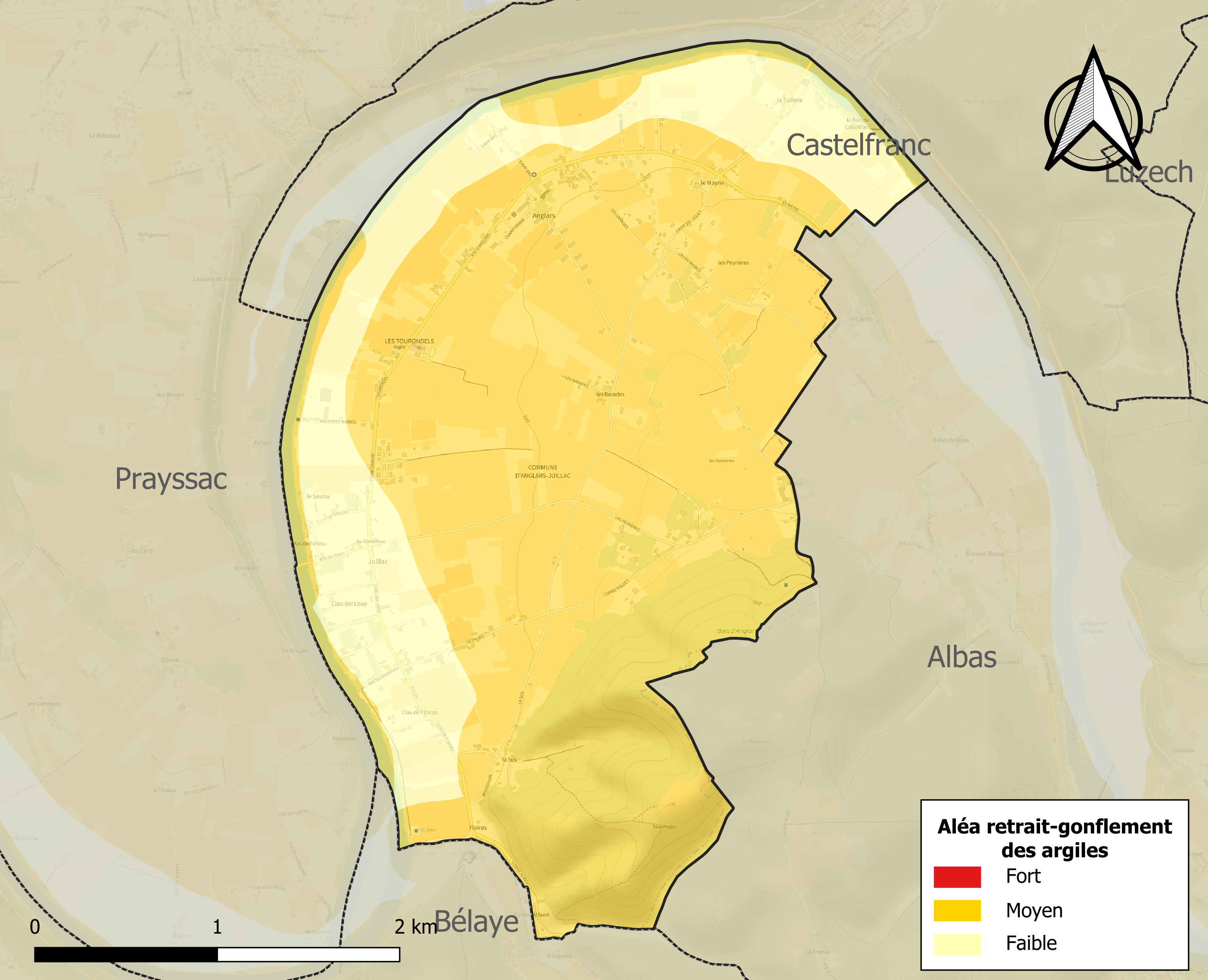
Carte des zones d'aléa retrait-gonflement des sols argileux d'Anglars-Juillac.

Les mouvements de terrains susceptibles de se produire sur la commune sont des affaissements et effondrements liés aux cavités souterraines (hors mines), des éboulements, chutes de pierres et de blocs et des tassements différentiels. Par ailleurs, afin de mieux appréhender le risque d’affaissement de terrain, l'inventaire national des cavités souterraines permet de localiser celles situées sur la commune.
Le retrait-gonflement des sols argileux est susceptible d'engendrer des dommages importants aux bâtiments en cas d’alternance de périodes de sécheresse et de pluie. 78,7 % de la superficie communale est en aléa moyen ou fort (67,7 % au niveau départemental et 48,5 % au niveau national). Sur les 221 bâtiments dénombrés sur la commune en 2019, 145 sont en aléa moyen ou fort, soit 66 %, à comparer aux 72 % au niveau départemental et 54 % au niveau national. Une cartographie de l'exposition du territoire national au retrait gonflement des sols argileux est disponible sur le site du BRGM,.
Par ailleurs, afin de mieux appréhender le risque d’affaissement de terrain, l'inventaire national des cavités souterraines permet de localiser celles situées sur la commune.
Concernant les mouvements de terrains, la commune a été reconnue en état de catastrophe naturelle au titre des dommages causés par des mouvements de terrain en 1999.

#### Risques technologiques
La commune est en outre située en aval des barrages de Grandval et de Sarrans, des ouvrages de classe A disposant d'une retenue de respectivement 270,6 millions et 296 millions de mètres cubes,

## Toponymie
Le toponyme Anglars pourrait sembler être basé sur une forme du type Castrum anglarense qui indiquerait une appartenance aux Anglais. Cependant, Castrum anglarense est mentionné en 926, bien avant les invasions anglaises de la guerre de Cent Ans qui ont débuté en 1337. Anglars est issu de angulus avec le suffixe -arem. Il s'agit d'un lieu en relation avec une pierre de taille angulaire qui faisait partie d'une construction importante.
Le toponyme Anglars provient très exactement d'une ancienne forme angularis avec un suffixe collectif -aris, « les terres de l'angle ».
Le toponyme Julliac (en occitan Julhac) est basé sur l'anthroponyme gallo-romain Jullius avec la terminaison -acum. La terminaison -ac est issue du suffixe gaulois -acon (lui-même du celtique commun *-āko-), souvent latinisé en -acum dans les textes. C'est le nom du domaine de Jullius.

## Histoire
Issue de la volonté de Joseph Bonafous-Murat, châtelain d'Anglars et de Jean Louis Salbant, maire de Bélaye, la naissance de la commune d'Anglars-Juillac date de la loi du 4 juin 1853.
Elle fut formée de l'imputation des terres et du village d'Anglars appartenant alors à Albas, ainsi que des terres du village de Juillac, ces dernières étaient alors rattachés à Bélaye.

## Politique et administration
| Période   | Période  | Identité              | Étiquette | Qualité |
| --------- | -------- | --------------------- | --------- | ------- |
| 1853      | 1864     | Joseph Bonafous-Murat |           |         |
| 1864      | 1883     | Jean Louis Salbant    |           |         |
| 1883      | 1921     | Frédéric Capt Aladel  |           |         |
| 1921      | 1925     | Abel Combarieu        |           |         |
| 1925      | 1931     | Henri Maurel          |           |         |
| 1931      | 1944     | Gaston Vinel          |           |         |
| 1944      | 1947     | Augustin Bouysset     |           |         |
| 1947      | 1977     | Raymond Philip        |           |         |
| 1977      | 2001     | Jean Laffargue        |           |         |
| 2001      | 2014     | Pierre Souques        |           |         |
| 2014 Fin= | En cours | Francis Laffargue     |           |         |

## Démographie
L'évolution du nombre d'habitants est connue à travers les recensements de la population effectués dans la commune depuis 1793. Pour les communes de moins de 10 000 habitants, une enquête de recensement portant sur toute la population est réalisée tous les cinq ans, les populations de référence des années intermédiaires étant quant à elles estimées par interpolation ou extrapolation. Pour la commune, le premier recensement exhaustif entrant dans le cadre du nouveau dispositif a été réalisé en 2004.

En 2022, la commune comptait 334 habitants, en évolution de +3,73 % par rapport à 2016 (Lot : +1,31 %, France hors Mayotte : +2,11 %).
| 1793 | 1856 | 1861 | 1866 | 1872 | 1876 | 1881 | 1886 | 1891 |
| ---- | ---- | ---- | ---- | ---- | ---- | ---- | ---- | ---- |
| 120  | 475  | 503  | 557  | 564  | 567  | 520  | 459  | 443  |

| 1896 | 1901 | 1906 | 1911 | 1921 | 1926 | 1931 | 1936 | 1946 |
| ---- | ---- | ---- | ---- | ---- | ---- | ---- | ---- | ---- |
| 449  | 433  | 401  | 394  | 385  | 361  | 342  | 411  | 394  |

| 1954 | 1962 | 1968 | 1975 | 1982 | 1990 | 1999 | 2004 | 2006 |
| ---- | ---- | ---- | ---- | ---- | ---- | ---- | ---- | ---- |
| 410  | 377  | 392  | 340  | 369  | 329  | 331  | 342  | 334  |

| 2009 | 2014 | 2019 | 2022 | - | - | - | - | - |
| ---- | ---- | ---- | ---- | - | - | - | - | - |
| 349  | 321  | 333  | 334  | - | - | - | - | - |

## Économie

### Revenus
En 2018, la commune compte 151 ménages fiscaux, regroupant 336 personnes. La médiane du revenu disponible par unité de consommation est de 20 430 € (20 740 € dans le département).

### Emploi
|                | 2008  | 2013  | 2018  |
| -------------- | ----- | ----- | ----- |
| Commune        | 3,9 % | 7,8 % | 8,2 % |
| Département    | 7,3 % | 8,9 % | 9,6 % |
| France entière | 8,3 % | 10 %  | 10 %  |

En 2018, la population âgée de 15 à 64 ans s'élève à 180 personnes, parmi lesquelles on compte 74,7 % d'actifs (66,5 % ayant un emploi et 8,2 % de chômeurs) et 25,3 % d'inactifs,. Depuis 2008, le taux de chômage communal (au sens du recensement) des 15-64 ans est inférieur à celui de la France et du département.
La commune est hors attraction des villes,. Elle compte 73 emplois en 2018, contre 90 en 2013 et 76 en 2008. Le nombre d'actifs ayant un emploi résidant dans la commune est de 123, soit un indicateur de concentration d'emploi de 59,4 % et un taux d'activité parmi les 15 ans ou plus de 48,3 %.
Sur ces 123 actifs de 15 ans ou plus ayant un emploi, 32 travaillent dans la commune, soit 26 % des habitants. Pour se rendre au travail, 83,9 % des habitants utilisent un véhicule personnel ou de fonction à quatre roues, 4,8 % les transports en commun, 2,4 % s'y rendent en deux-roues, à vélo ou à pied et 8,9 % n'ont pas besoin de transport (travail au domicile).

### Activités hors agriculture
23 établissements sont implantés  à Anglars-Juillac au 31 décembre 2019.
Le secteur des activités spécialisées, scientifiques et techniques et des activités de services administratifs et de soutien est prépondérant sur la commune puisqu'il représente 30,4 % du nombre total d'établissements de la commune (7 sur les 23 entreprises implantées  à Anglars-Juillac), contre 13,5 % au niveau départemental.

### Agriculture
|               | 1988 | 2000 | 2010 | 2020 |
| ------------- | ---- | ---- | ---- | ---- |
| Exploitations | 31   | 19   | 17   | 7    |
| SAU (ha)      | 316  | 273  | 279  | 222  |

La commune est dans la vallée du Lot », une petite région agricole s'étendant d'est en ouest et de part et d'autre du cours du Lot, particulièrement réputée pour ses vignes, celles du vignoble de Cahors plus précisément. En 2020, l'orientation technico-économique de l'agriculture  sur la commune est la viticulture. Sept exploitations agricoles ayant leur siège dans la commune sont dénombrées lors du recensement agricole de 2020 (31 en 1988). La superficie agricole utilisée est de 222 ha,,.

## Culture locale et patrimoine

### Lieux et monuments
- Église Saint-Laurent, un portail renaissance orné d'une crucifixion est classé au titre des monuments historiques en 1930[32].
- Château d'Anglars, bâti peu après 1504 par la famille Massaut, réplique presque parfaite du château de Cousserans situé sur la commune de Bélaye[33]
- Pont suspendu sur le Lot permettant le passage de la RD 67. Restrictions d'emploi.

### Personnalités liées à la commune
- Bonafous-Murat (neveu de Joachim Murat, le beau-frère de Napoléon Bonaparte).
- Marcel Marceau dit le mime Marceau.

## Vie pratique

### Culture
Dans la salle de fête, face à la mairie se trouve une grande fresque "a la tempera" réalisée par le célèbre peintre hollandais Ruudt Wackers.Quatre murs de 10x4 m tempera sur panneaux. les titres ''fête de confetti'.''le miracle dans la vigne'' et '' Repas de Dionysius ''
Chaque année, à la mi-juillet, se déroule à Juillac la plus grande bataille de confettis de France. À l'occasion de cette fête, ce ne sont pas moins de deux tonnes de papier qui sont déversées sur la place du village.